# Jaroslav Drobný
Jaroslav Drobný (Praga, 12 de octubre de 1921-Londres, 13 de septiembre de 2001) fue una estrella del tenis a fines de los años 1940 y principios de 1950. De origen checo, se nacionalizó egipcio en 1949 y luego se mudó al Reino Unido. Alternaba el tenis con el hockey sobre hielo, deporte en el que fue medalla de plata en los Juegos Olímpicos de Sankt-Moritz 1948 con Checoslovaquia. En su carrera ganó 3 títulos de Grand Slam en individuales.

## Torneos de Grand Slam

### Campeón Individuales
| Año  | Torneo             | Oponente en la final | Resultado         |
| 1951 | Campeonato Francés | Eric Sturgess        | 6-3 6-3 6-3       |
| 1952 | Campeonato Francés | Frank Sedgman        | 6-2 6-0 3-6 6-4   |
| 1954 | Wimbledon          | Ken Rosewall         | 13-11 4-6 6-2 9-7 |

### Finalista en Individuales
| Año  | Torneo             | Oponente en la final | Resultado           |
| 1946 | Campeonato Francés | Marcel Bernard       | 6-3 6-2 1-6 4-6 3-6 |
| 1948 | Campeonato Francés | Frank Parker         | 4-6 5-7 7-5 6-8     |
| 1949 | Wimbledon          | Ted Schroeder        | 6-3 0-6 3-6 6-4 4-6 |
| 1950 | Campeonato Francés | Budge Patty          | 1-6 2-6 6-3 7-5 5-7 |
| 1952 | Wimbledon          | Frank Sedgman        | 6-4 2-6 3-6 2-6     |

### Campeón Dobles
| Año  | Torneo             | Pareja           | Oponentes en la final        | Resultado     |
| 1948 | Campeonato Francés | Lennart Bergelin | Harry Hopman / Frank Sedgman | 8-6 6-1 12-10 |

### Finalista Dobles
| Año  | Torneo                 | Pareja        | Oponentes en la final        | Resultado           |
| 1950 | Campeonato Australiano | Eric Sturgess | John Bromwich / Adrian Quist | 3-6 7-5 6-4 3-6 6-8 |
| 1950 | Campeonato Francés     | Eric Sturgess | Bill Talbert / Tony Trabert  | 2-6 6-1 8-10 2-6    |
| 1951 | Wimbledon              | Eric Sturgess | Ken McGregor / Frank Sedgman | 6-3 2-6 3-6 6-3 3-6 |